# Палац Бадені (Буськ)
Палац Баде́ні — родинний маєток графа Казимира Фелікса Бадені. Розташований у місті Буськ (Львівська область).

## Опис
Будівля палацу зведена у класичному стилі. Споруда двоповерхова, з багатьма просторими кімнатами. Головний фасад у центрі прикрашений портиком, парковий (тильний) фасад оздоблений псевдоризалітами, довгим балконом та кам'яними вазами на балюстраді.
Палац з його прилеглою територією стоїть на пологому пагорбі, що в центрі Буська. З боку головного входу територія палацу обмежена вулицею Петрушевича, з лівого боку — річкою Західним Бугом, з двох інших боків — глибоким ровом і схилом пагорба, який спускається у міський парк ім. І. Франка.

## Історія
Перші документальні відомості про Буський палац як дідичну резиденцію буських старост Яблоновських зафіксовані у Майновому інвентарному описі Буського староства з 1698 року (оригінал документа зберігається у Відділі рукописів Наукової бібліотеки ім. Стефаника у Львові). Стояв він на тому ж місці, де розташована сучасна споруда Палацу, хоча мав значно скромніші розміри, типове оборонне призначення і був дерев'яним. Ось як описує будівлю люстрація (подано із скороченнями):
```
Дерев'яний Палац знаходився у північній частині Середнього Міста навпроти в'їзної брами. Перед фасадом розташовувалась галерея на шести різьблених дерев'яних колонах столярної роботи з балясинами, дощаною підлогою і двома сосновими лавками. З галереї вели двері до сіней. Ліворуч від сіней була велика столова кімната з фугованими дверима, 9 вікнами, двома кахельними печами та мурованим каміном між ними. Зі столової двері вели до кімнатки з кахельною піччю і каміном. У кімнаті був прохід до задніх сіней, із яких через сточисті (похилі) двері можна було вийти до Італійського саду і до задньої галереї з колонами. З сіней двері вели до великого покою (залу) з фронтоном столярської роботи. У залі були 2 кахельні печі та камін, 3 нижніх вікна і 2 верхніх у фронтоні. Праворуч був ще один покій з кахельною піччю і каміном, який вів до сіней з великим розкладним столом. З сіней вели сходи до літньої кімнати на другому поверсі, яка мала 4 вікна, кахельну піч та двері на горище. Двоє інших дверей вели до двох кабінетів, один із яких виходив вікнами на дідинець, а інший
 
— на Італійський сад. Кожен кабінет мав по 5 вікон і камін для освітлення і обігріву. Серед інвентаря Палацу були 2 великих столи, 7 столів менших, 5 столиків малих, 6 лавок довгих, 40 стільців з поруччям, 97 стільців без поручнів, 1 округлий стіл великий, 7 кахельних печей та 5 камінів. З метою оборони у Палацу була одна трифунтова залізна гармата з кованим ложем і дві мідні гарматки на брамі, Гарматних куль та ядер різного розміру 295.
```

Впродовж понад 100 років (1776–1879) Буськ і прилеглі території перебували у дідичній власності польського магнатського роду Мієрів, що володів ще й Радеховом, Холоєвом, Сокалем, Кам'янкою Струмиловою. У XVIII–ХІХ ст. родина Мієрів була власницею 3 палаців (у Радехові, Кам'янці і Буську) і кам'яниці палацового типу у Львові (на вул. Вірменській).
Історія Буського палацу пов'язана із іменем Войцеха Альберта Мієра (Mier Wojciech Albert; 19 квітня 1757, Радехів – 22 серпня 1831, Кути, Польща) — літератора, поета і перекладача, політика проавстрійського напряму, австрійського шамбеляна (1778), таємного радника двору і цісарського підкоморія (1806), кавалера ордена Св. Стефана (1817), посланця від Галицького станового сейму до Відня (1808), члена Товариства наукового у Кракові (1827), почесного члена Аркадійської академії у Римі, який був сином Юзефа Мієра — старости буського та сокальського, воєводи поморського. У 1798 році Войцех Мієр успадкував від батька буські землі і носив титул дідича Буська до 1819 року, коли через фінансові проблеми та загрозу банкрутства змушений був закласти Буське дідицтво та переїхати до Лежайська.
У 1810 році Войцех Мієр розпочав будівництво буської резиденції. Прототипом сучасного палацового комплексу була невелика одноповерхова садиба, яка впродовж ХІХ ст. зазнала декількох капітальних перебудов і перепланувань. 
За даними люстрації 1832 року, тоді це була мурована одноповерхова будівля під гонтовим дахом із металевими ринвами по периметру і трьома цегляними коминами. Всередині були великі сіни, 4 житлові кімнати з великими двійними вікнами на 16 чверткових тафель і залізними пічками для обігріву, кухнею, залом, покоєм креденсовим, спіжарнею, ґанком і двома склеповими мурованими пивницями. Над ґанком був окремий покоїк на два вікна, а над ним — літня альтанка із дубових дошок.
Розбудову Палацу продовжили нові власники Буська, які постійно тут проживали — Генрик Мієр (1835–57) та його син Фелікс (1857–79). Вони власне й добудували до фронтового будинку другий поверх та два бічних крила.
Після смерті Фелікса Мієра (1879), який не залишив по собі нащадків, власницею палацу ненадовго стала його дружина Анна Вієрер. У 1880 році вдова Фелікса в обмін на пожиттєву ренту переписала буські володіння на Казимира Фелікса Бадені — племінника свого покійного чоловіка, а сама переїхала жити до Відня.
Власниками палацу і буськими дідичами почергово були Казимир Бадені (1880–1909), його син Людвік (1909–1916) та онук Казимир (1916–1939).
У 1939 році палац націоналізувала більшовицька влада. У 1939–41 рр. тут містився райком КПУ. В 1941–44 рр. у палаці квартирували війська вермахту.
Після приходу радянської влади палац починає занепадати. З 1961 року тут містилась військова частина, тому з внутрішнього декору палацу мало що залишилось.

### Сучасний стан
Останніми роками палац стоїть пусткою і поступово руйнується. Внаслідок пожежі 8–9.11.2016 року пошкоджено покрівлю та перекриття на площі 150 м².

## Світлини

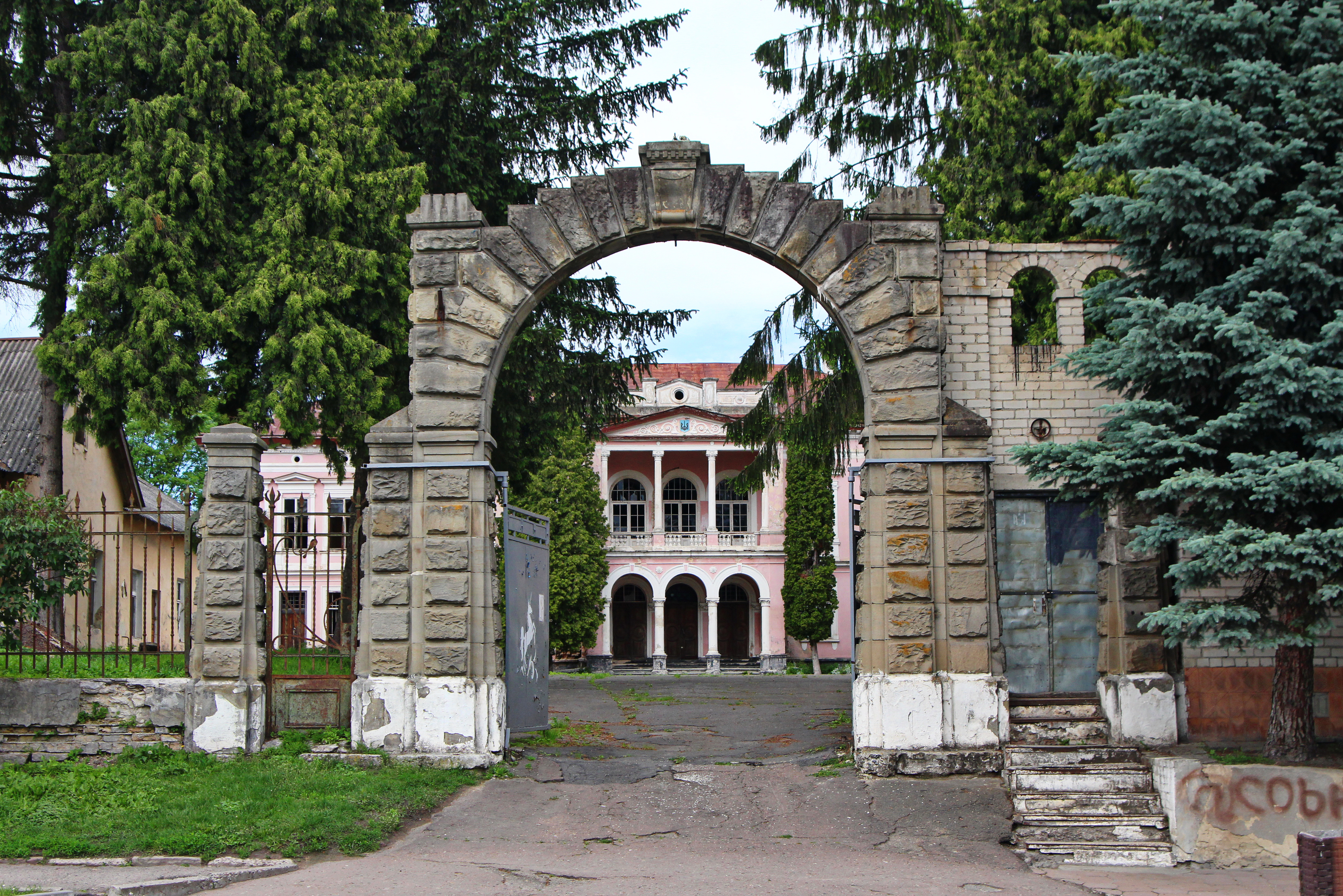
В'їзна брама
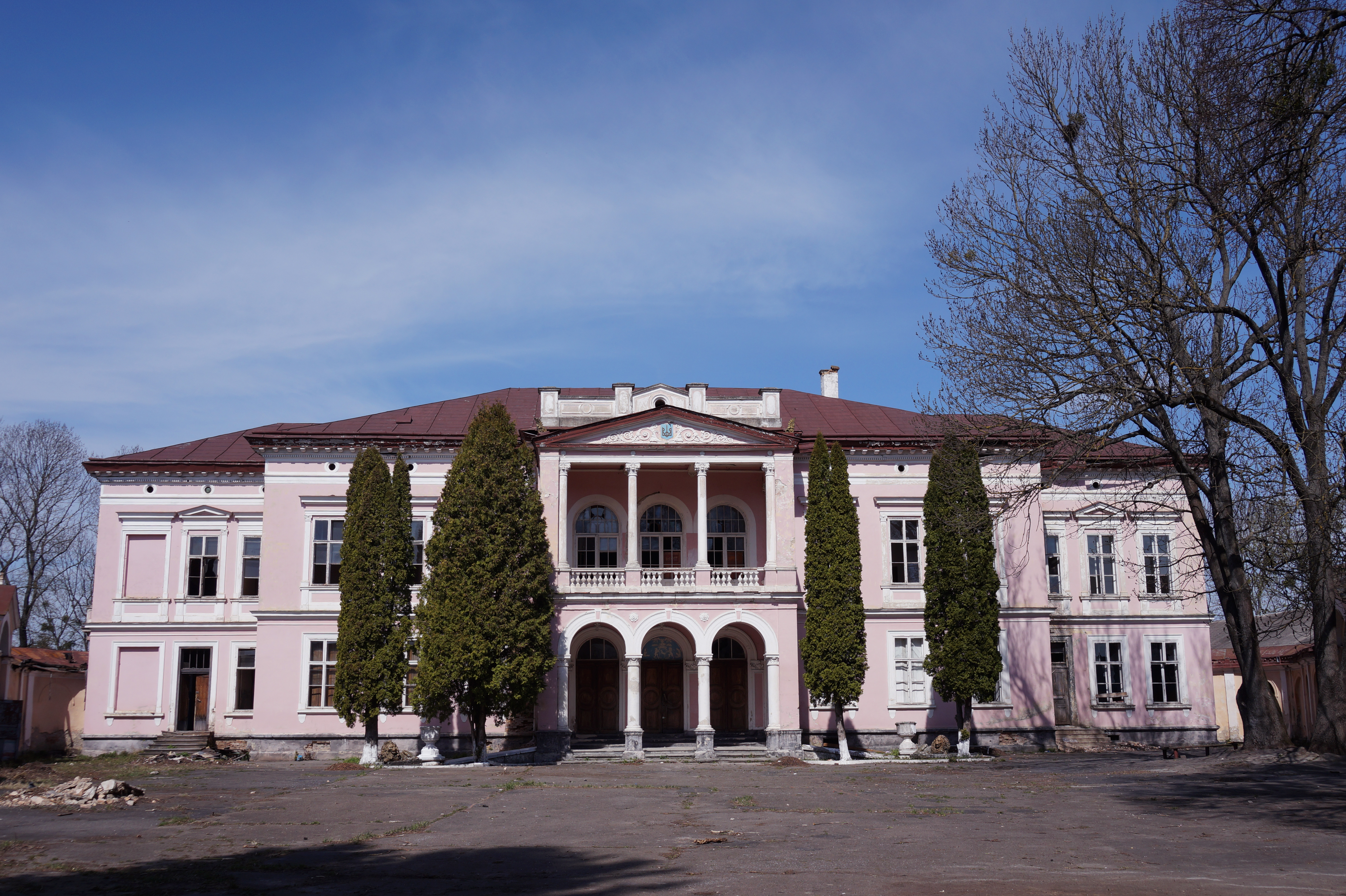
Фасад
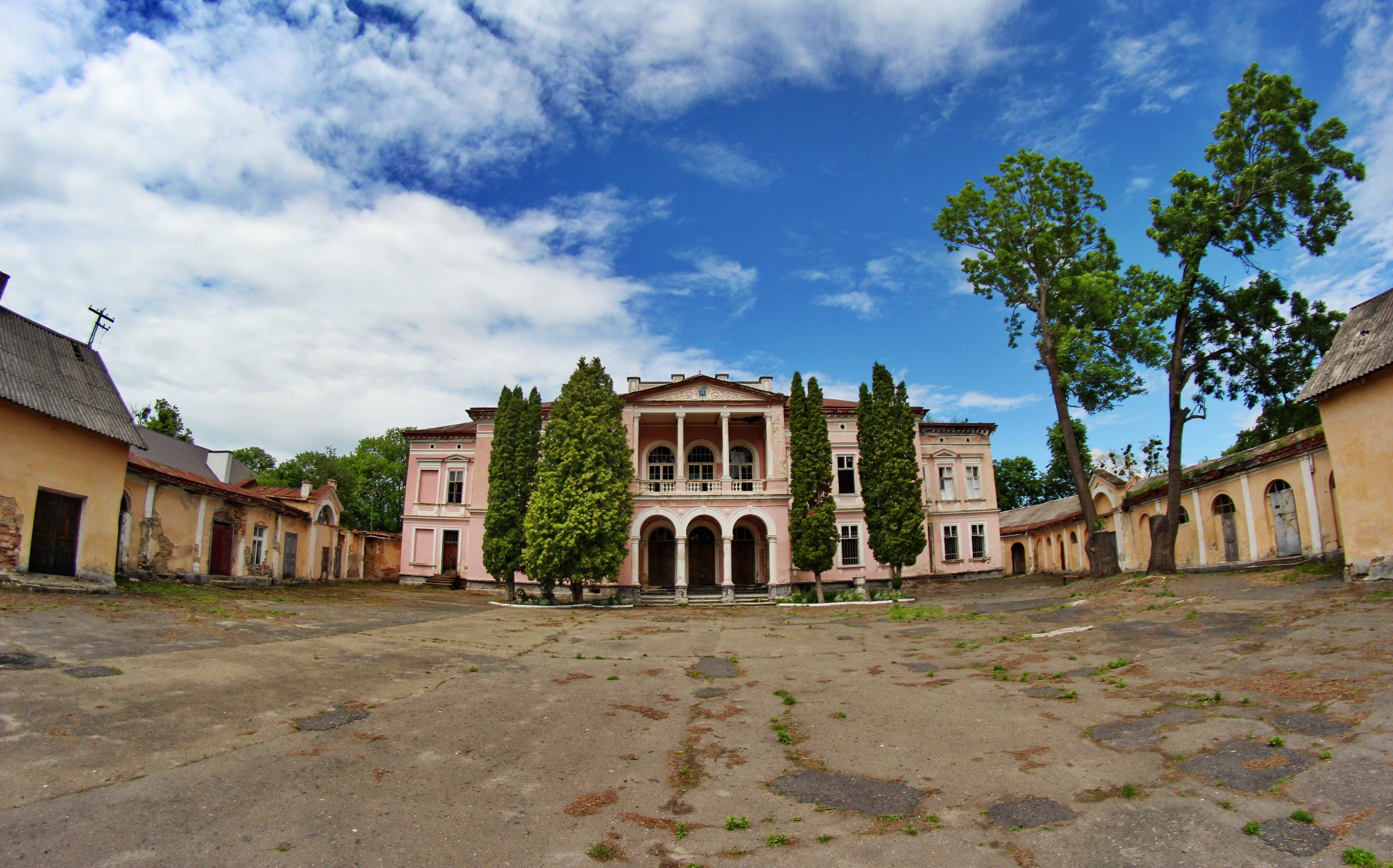
Подвір'я перед головним входом
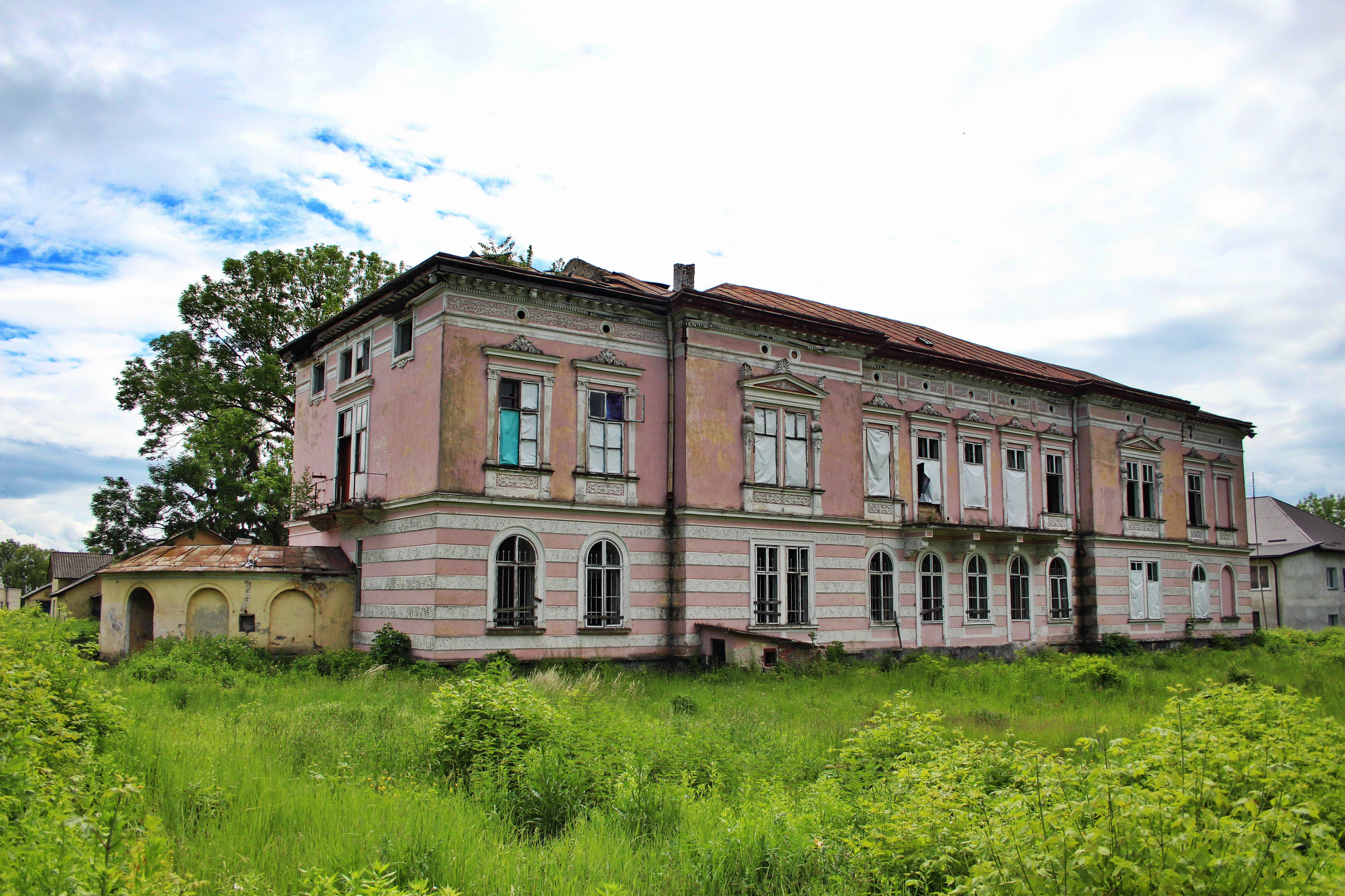
Тильний фасад
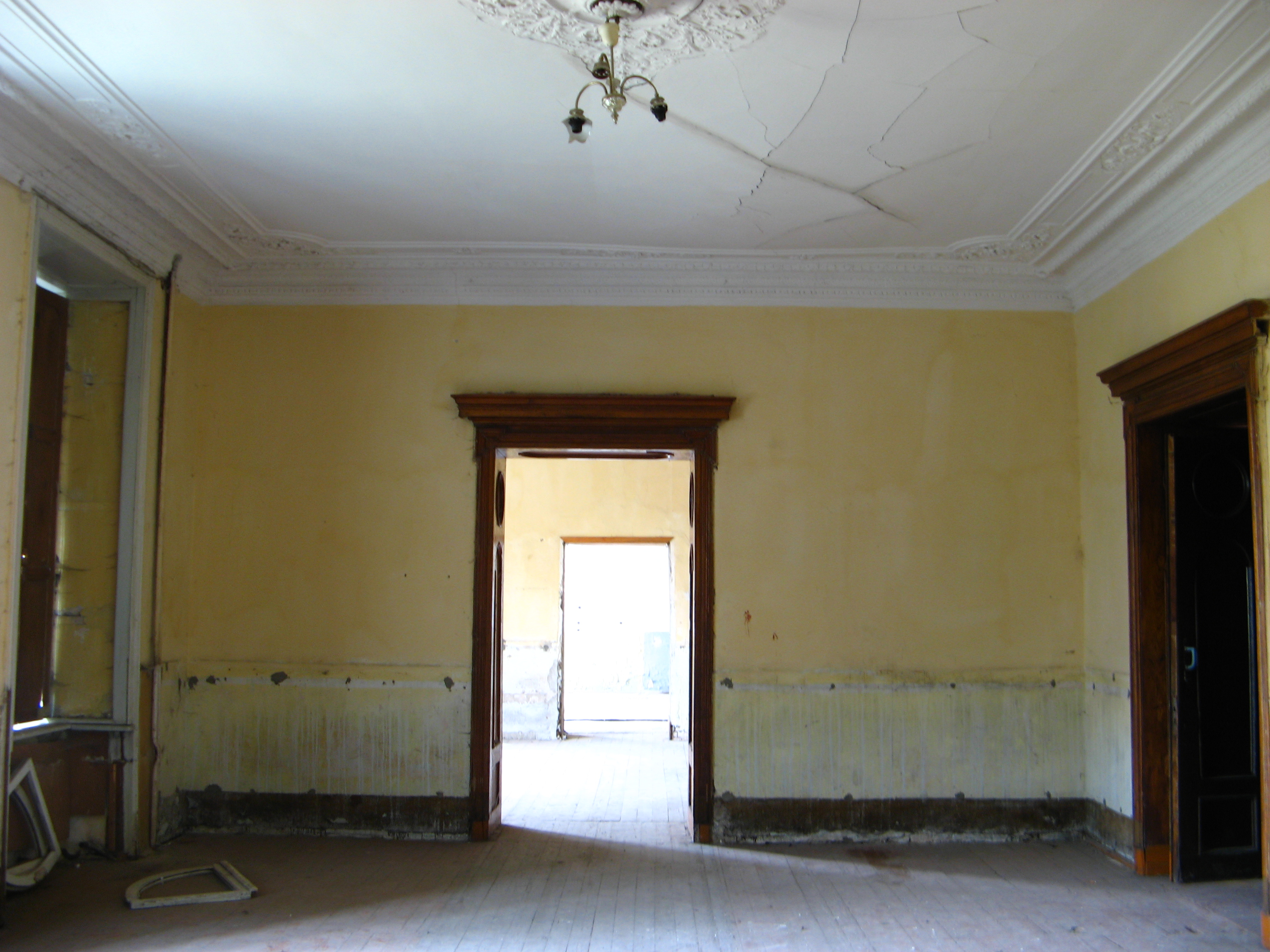
Одна з кімнат палацу
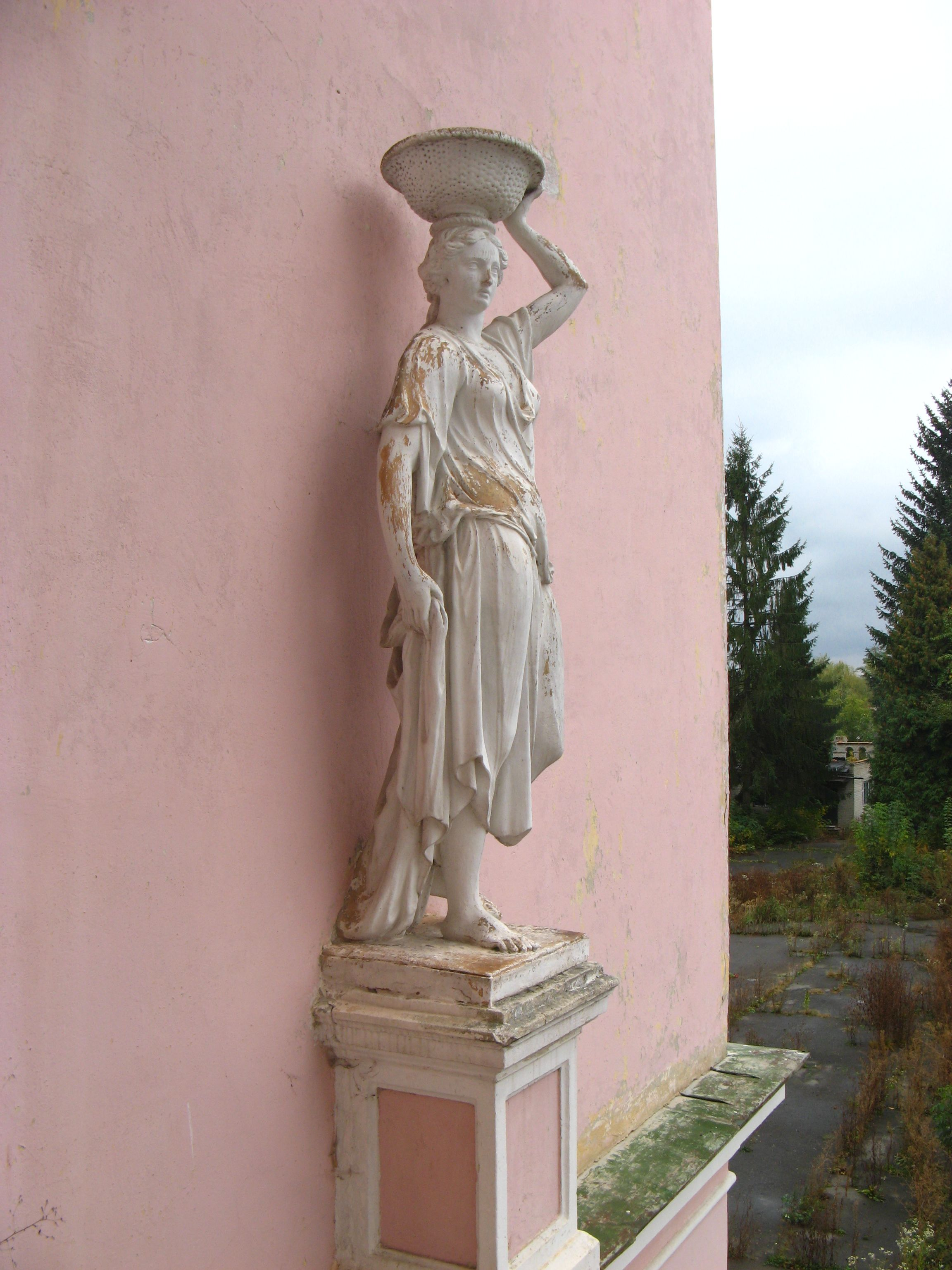
Елемент декору бокового фасаду
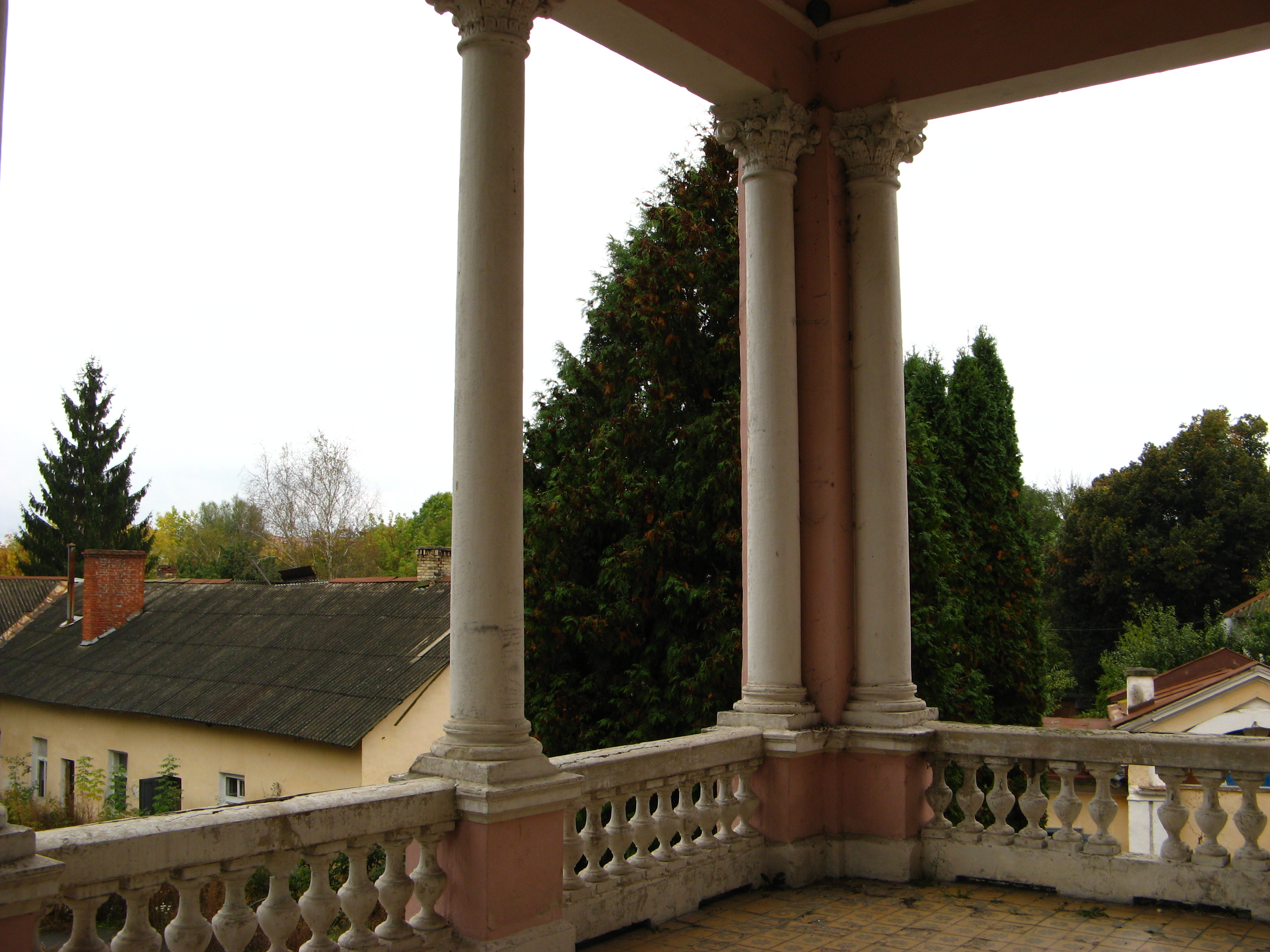
На головному балконі (над портиком)
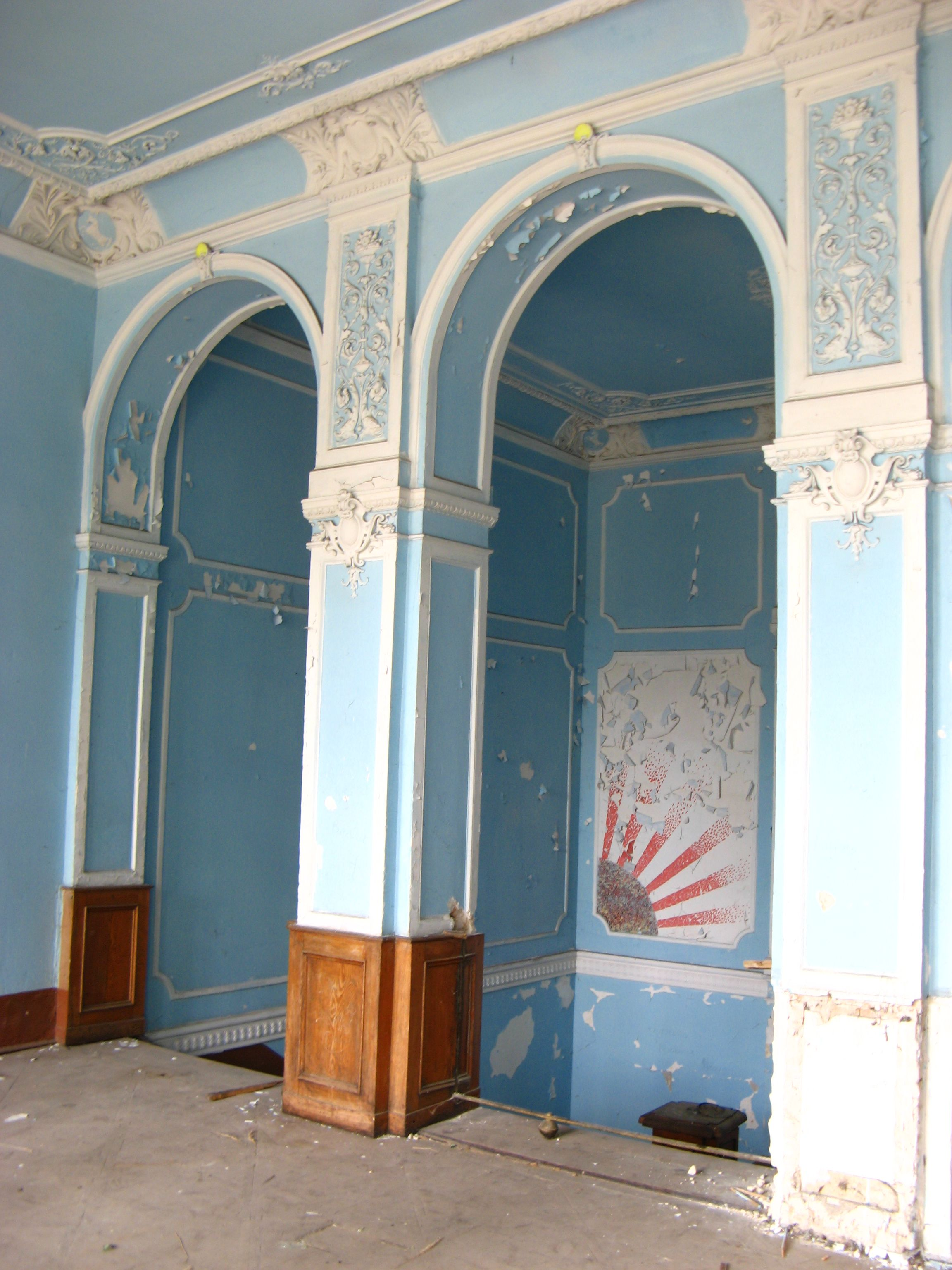
Вестибюль на другому поверсі
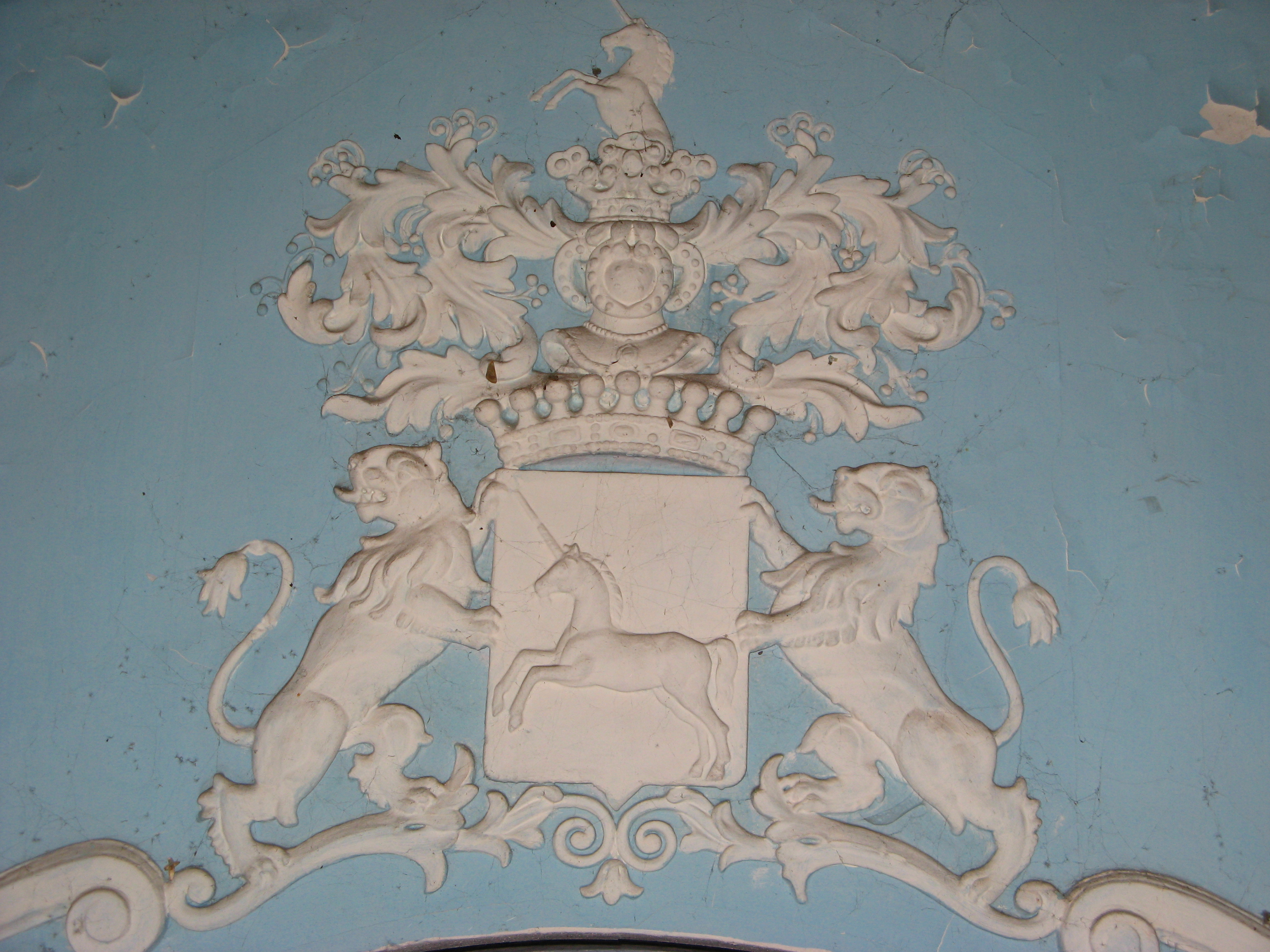
Герб родини Бадені